# Leontýna
Leontýna je ženské jméno pocházející z řečtiny a znamenající lev či lvův. Zdrobněliny od tohoto jména v češtině jsou Leontýnka, Leonka, Leuška, Lea, Týna nebo Týnka aj. Leontýna je protějšek mužského jména Leontýn. Podobné jméno se stejným původem je Leontina.
Svátek se slaví 13. ledna a 22. března, kdy se také slaví svátek svatého Leontýna Caesarea, který je také oficiálně veden v Kalendáři paní a dívek českých od Jana Otta.

## Nositelky jmen
- Leontýnka Brtníková z Brtníku – filmová postava z filmu Ať žijí duchové! Hrála ji Dana Vávrová.
- Leontýna (1811–1861) – dcera kancléře Metternicha
- Leontina Mašínová, česká spisovatelka
- Leontina Vaduva, rumunská sopranistka